# Метеосводка

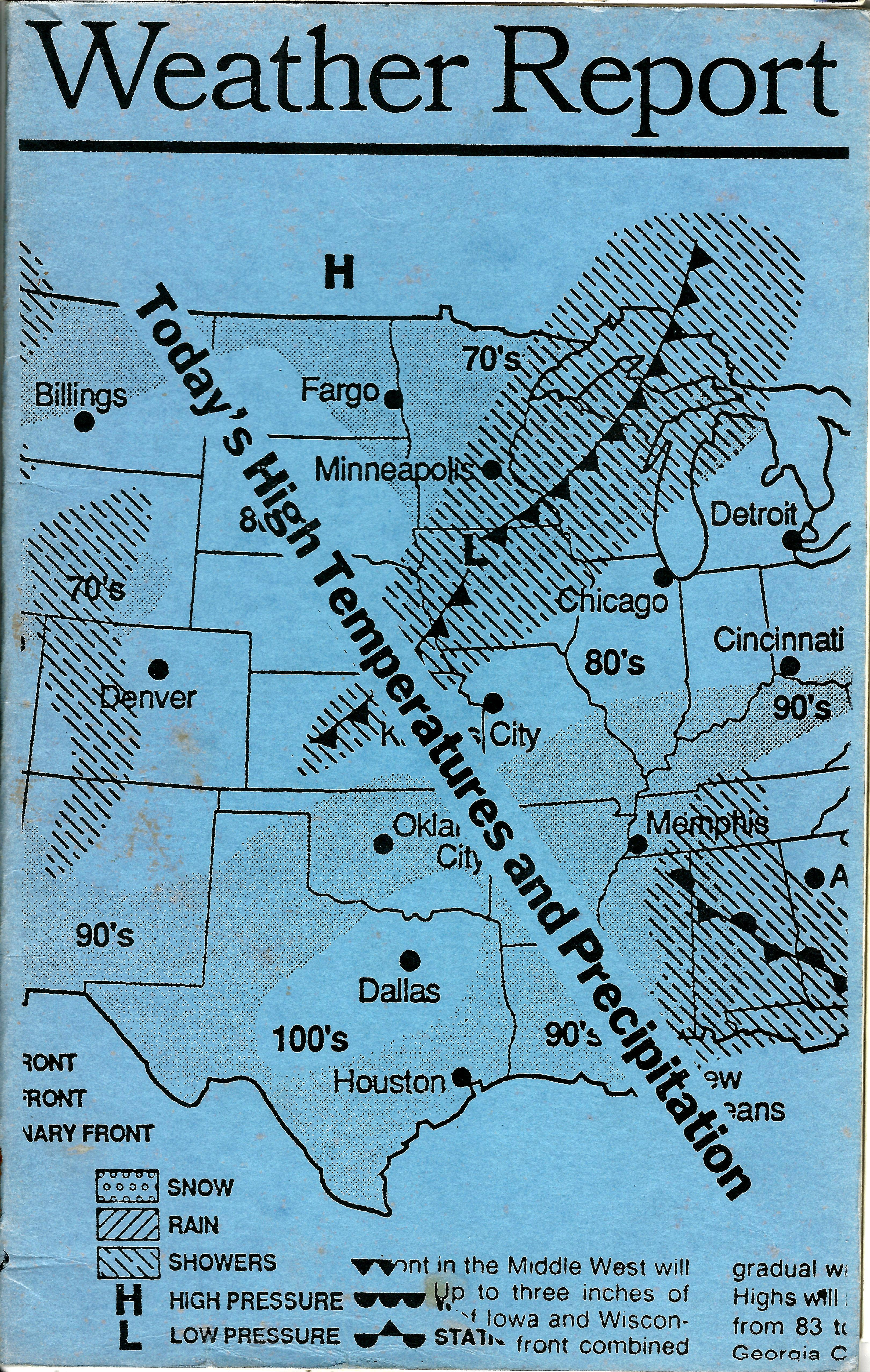
Метеосводка

Метеорологическая сводка, метеосводка — сообщение о погоде, передаваемое по каналам связи.
Может содержать сведения о фактической погоде, штормоповещения, прогнозы погоды, штормпредупреждения и т.д.
Метеосводки могут передаваться как открытым текстом, так и в виде сообщений, закодированных (для краткости) специальными метеорологическими кодами:
- MI Тонкий
- BC Обрывки, клочья
- DR Поземок
- BL Низовая метель
- SH Ливень
- TS Гроза
- FZ Переохлажденный
- DZ Морось
- RA Дождь
- SN Снег
- SG Снежные зерна
- IC Ледяные иглы
- PE Ледяной дождь
- GR Град
- GS Ледяная и/или снежная крупа
- BR Дымка
- FG Туман
- FU Дым
- VA Вулканический пепел
- SU Пыль (обложная)